# هویا، توکیو
هویا، توکیو (به لاتین: Hōya, Tokyo) یک منطقهٔ مسکونی در ژاپن است که در کانتو واقع شده‌است. هویا ۱۰۲٬۷۲۰ نفر جمعیت دارد.